# Écrans noirs
Écrans noirs est un festival de cinéma africain, fondé en 1997 par le réalisateur Bassek Ba Kobhio, qui se tient tous les ans à partir du mois de juin à Yaoundé au Cameroun.
Organisé par l’association Écrans noirs, qui a comme objectif la diffusion des créations cinématographiques de six pays d’Afrique centrale (Cameroun, Gabon, Congo, République démocratique du Congo, République centrafricaine et Tchad), le festival se veut aussi un espace de réflexion sur le cinéma et organise des colloques, rassemblant des professionnels, qui débattent sur des thèmes concernant les conditions d'exercice et l'évolution de cet art sur le continent africain. Les organisateurs du festival proposent par ailleurs des résidences d’écriture pour les scénaristes.

## Compétitions officielles
Les compétitions officielles d'Écrans noirs sont :
- compétition long métrage ;
- compétition court métrage ;
- compétition documentaire ;
- compétition films étrangers ;
- compétition Afrique centrale ;
- panorama ;
- films d’école (ISCAC) ;
- cinéma mondial tour.

## Les prix décernés
Chaque année, les prix décernés sont :
- écran d’honneur : prix Charles Mensah (Hors compétition) décerné à un réalisateur, à un producteur, à un comédien ou à tout professionnel africain du cinéma, pour l’ensemble de sa carrière ;
- écran d’or, décerné au meilleur long métrage de fiction en compétition ;
- écran du court métrage, décerné au meilleur film de court métrage en compétition ;
- écran du documentaire, décerné au meilleur film documentaire en compétition ;
- écran du film étranger, décerné au meilleur film en compétition venu hors d’Afrique et qui traite obligatoirement de l’Afrique, a été tourné en grande partie en Afrique, ou comporte un casting significatif de comédiens africains ou noirs ;
- écran de l’Afrique centrale, décerné au meilleur film de long métrage ou documentaire des pays CEEAC en compétition ;
- écran de l’interprétation, décerné au meilleur comédien ou à la meilleure comédienne évoluant dans l’un des films en compétition.

## Films lauréats de l'Écran d'or
| Année | Film                        | Réalisation           | Pays                             |
| ----- | --------------------------- | --------------------- | -------------------------------- |
| 2016  | Tears of Satan              | Hicham El Jebbari     | Maroc                            |
| 2017  | Children of the mountain    | Priscilla Anany       | Ghana                            |
| 2018  | Maki'la                     | Machérie Ekwa Bahango | République démocratique du Congo |
| 2019  | La Miséricorde de la jungle | Joël Karekezi         | Rwanda                           |
| 2020  |                             |                       |                                  |
| 2021  | Annato                      | Fatima Boukdady       | Maroc                            |
| 2022  | The Planter's Plantation    | Eystein Young         | Cameroun                         |
| 2023  | Mon Père, le Diable         | Ellie Foumbi          | Cameroun                         |

## Innovations liées à la crise sanitaire

### Procédure de participation dû à la COVID 19
La 24e édition des écrans noirs se déroulera sous l’une des trois formes suivantes, due à la crise sanitaire qui sévit :
- forme classique (en présentiel de tous les participants, camerounais et étrangers) dans le camp de la résorption de la pandémie ;
- forme sémi classique (en cas de baisse de la pandémie, en mode virtuel pour les participants étrangers, et en présentiel ou semi présentiel — dans le respect des mesures barrières — pour les camerounais) ;
- Forme totalement virtuelle  (si la pandémie se poursuit à ce moment avec autant de vigueur)[réf. nécessaire].

### Programme d'activité
1. Introduction à la compétition de la web serie, uniquement pour les camerounais.
2. Opération screen kids[9].
3. Marché du film.
4. Concours scénario Afrique Centrale.
5. Réunion des ministres chargés du Cinéma de l'Afrique centrale.
6. Atelier de montage de coproduction en Afrique Centrale[10].

## Les éditions
| Edition | Année | Date                     | Thème |
| ------- | ----- | ------------------------ | --- |
| 24e     | 2020  | 31 octobre au 7 novembre | Cinéma de crise, cinéma en crise : le Covid-19, une opportunité de réinventer le cinéma africains ?                                       |
| 19e     | 2015  | 18 au 25 juillet         | Numérique et exigence de formation |
| 18e     | 2014  | 19 au 26 juillet         | Cinéma marocain et nigérian. Quelle voie pour l’Afrique centrale ?                                                                        |
| 17e     | 2013  | 29 juin au 6 juillet     | Les nouvelles formes de production et de diffusion cinématographique en Afrique : potentialités et limites de l’innovation technologique. |
| 16e     | 2012  | 30 juin au 7 juillet     | Le développement de la télévision africaine : atout ou frein pour le cinéma du continent ?                                                |
| 15e     | 2011  | 18 au 25 juin            | Le cinéma africain et ses acteurs |
| 14e     | 2010  | 29 mai au 5 juin         | Cinéma et littérature |
| 13e     | 2009  | 30 mai au 6 juin         | Cinéma et économie |
| 12e     | 2008  | 31 mai au 7 juin         | Femmes, cinéma et audiovisuel |